# Катар-8
Катар-8 (англ. Qatar 8) — одиночная звезда в созвездии Большой Медведицы на расстоянии приблизительно 902 световых лет (около 277 парсек) от Солнца. Видимая звёздная величина звезды — +11,71m. Возраст звезды оценивается как около 8,3 млрд лет.
Вокруг звезды обращается, как минимум, одна планета.

## Характеристики
Катар-8 — жёлтый карлик спектрального класса G0V. Масса — около 1,029 солнечной, радиус — около 1,34 солнечного, светимость — около 1,735 солнечной. Эффективная температура — около 5667 К.

## Планетная система
В 2019 году группой астрономов у звезды обнаружена планета Катар-8 b.